# Lesung Batang
Lesung Batang is een bestuurslaag in het regentschap Belitung van de provincie Bangka-Belitung, Indonesië. Lesung Batang telt 6282 inwoners (volkstelling 2010).